# Världen är din
Världen är din är en popvisa skriven av Magnus Uggla och Anders Henriksson och framförd av Magnus Uggla. Låten finns med på singelalbumet "Glittrar" från 2016. Låten är skriven till Magnus son Ruben, som även gjort musikvideon till låten. Låten låg maximala 52 veckor på Svensktoppen mellan 20 november 2016 och 12 november 2017 med tredje plats som bästa placering. En cover av Thor Görans finns med på deras album Då står tiden stilla från 2017.
I sångtexten uppmanar Magnus Uggla yngre personer att bland annat med den digitala teknikens hjälp ta tillvara tiden och åren som går, och kanske nå berömmelse.